# Civitaluparella
Civitaluparella es una localidad de 432 habitantes en la provincia de Chieti: forma parte de la Comunità Montana Medio Sangro.

## Evolución demográfica
| Gráfica de evolución demográfica de Civitaluparella entre 1861 y 2001 |
|                                                                       |
| Fuente ISTAT - elaboración gráfica de Wikipedia                       |

- Datos: Q51206
- Multimedia: Civitaluparella / Q51206

1. ↑  Worldpostalcodes.org, código postal n.º 66040.
2. ↑  «Codici Catastali». Comuni-italiani.it (en italiano). Consultado el 29 de abril de 2017.